# Dick Durock
Richard „Dick“ Durock (* 18. Januar 1937 in South Bend, Indiana; † 17. September 2009 in Oak Park, Kalifornien) war ein US-amerikanischer Schauspieler und Stuntman.

## Leben
Durock wuchs in New Jersey auf und spielte in seiner Jugend American Football. Nach der High School trat er dem United States Marine Corps bei. Um sich für eine Karriere als Stuntman vorzubereiten, trainierte er bei Paul Stader, der unter anderem für Johnny Weissmuller gedoubelt hatte. Ab 1967 war Durock als Stuntdouble von Max Baer Jr. in der Serie The Beverly Hillbillies tätig. Wie viele Stuntmen war er gelegentlich auch als Statist bei Dreharbeiten im Einsatz; so beispielsweise als Leibwächter in einer Folge der Serie Raumschiff Enterprise aus dem Jahr 1968, in der es zu einem Kampf mit dem von William Shatner gespielten Captain Kirk kommt. Sein Spielfilmdebüt hatte Durock 1972 ebenfalls in einer Statistenrolle im Actionfilm Die Höllenfahrt der Poseidon. Seine erste nennenswerte Sprechrolle in einem Spielfilm spielte er 1976 an der Seite von Clint Eastwood als Terrorist Karl in Der Unerbittliche. 1980 folgte mit Mit Vollgas nach San Fernando eine weitere Zusammenarbeit mit Eastwood, welcher mit einem Faustkampf zwischen den beiden beginnt.
1982 erhielt Durock die Titelrolle in Wes Cravens Horrorfilm Das Ding aus dem Sumpf an der Seite von Adrienne Barbeau; hierfür steckte er in einer Ganzkörpermaske. Auch bei der Fortsetzung Das grüne Ding aus dem Sumpf aus dem Jahr 1989 und der zwischen 1990 und 1993 produzierten, auf den Filmen basierenden Fernsehserie stellte er das titelgebende Sumpfmonster in 72 Episoden dar. Ebenfalls eine grüne Rolle spielte er im selben Jahr in "Der unglaubliche Hulk", wo er seine Kräfte als böser Hulk mit Lou Ferrigno, dem guten Hulk messen durfte, mit beeindruckender Maske, ist aber in einer weiteren Folge auch ohne Maske zu sehen. Zu den weiteren Filmrollen Durocks zählen Blind Date – Verabredung mit einer Unbekannten und Jack allein im Serienwahn. Durock nahm zudem zahlreiche Gastauftritte in Fernsehserien wahr, so war er unter anderem in Knight Rider, Das A-Team, Ein Colt für alle Fälle und Magnum zu sehen. In zwei Folgen der Serie Kampfstern Galactica stellte er den Imperious Leader dar, hierfür trug er auch eine Ganzkörpermaske. Als Stuntman wirkte er unter anderem an Eroberung vom Planet der Affen und Die Schlacht um den Planet der Affen, 1941 – Wo bitte geht’s nach Hollywood, Mel Brooks – Die verrückte Geschichte der Welt und Howard – Ein tierischer Held.
Durock starb nach langer Krankheit an den Folgen einer Bauchspeicheldrüsenkrebserkrankung.

## Filmografie (Auswahl)

### Schauspiel
- 1972: Die Höllenfahrt der Poseidon (The Poseidon Adventure)
- 1976: Der Unerbittliche (The Enforcer)
- 1980: Die nackte Bombe (The Nude Bomb)
- 1980: Mit Vollgas nach San Fernando (Any Which Way You Can)
- 1980: Von Küste zu Küste (Coast to Coast)
- 1982: Das Ding aus dem Sumpf (Swamp Thing)
- 1982: Der unglaubliche Hulk (The incredible Hulk)
- 1985: Silverado
- 1986: Der City Hai (Raw Deal)
- 1986: Stand by Me – Das Geheimnis eines Sommers (Stand by Me)
- 1987: Blind Date – Verabredung mit einer Unbekannten (Blind Date)
- 1989: Das grüne Ding aus dem Sumpf (The Return of Swamp Thing)
- 1991: Jack allein im Serienwahn (Delirious)
- 1995: Stirb langsam: Jetzt erst recht (Die Hard with a Vengeance)

### Stunts
- 1972: Das Ding mit den 2 Köpfen (The thing with two heads)
- 1972: Eroberung vom Planet der Affen (Conquest of the Planet of the Apes)
- 1973: Die Schlacht um den Planet der Affen (Battle for the Planet of the Apes)
- 1975: Doc Savage – Der Mann aus Bronze (Doc Savage: The Man of Bronze)
- 1979: 1941 – Wo bitte geht’s nach Hollywood (1941)
- 1980: Bronco Billy
- 1981: Mel Brooks – Die verrückte Geschichte der Welt (History of the World, Part I)
- 1982: Talon im Kampf gegen das Imperium (The Sword and the Sorcerer)
- 1985: Kampf um Endor (Ewoks: The Battle for Endor)
- 1986: Howard – Ein tierischer Held (Howard the Duck)